# Дуб крупнопыльниковый
Дуб крупнопыльниковый (лат. Quercus macranthera) — листопадное дерево, вид рода Дуб (Quercus) семейства Буковые (Fagaceae).

## Ботаническое описание

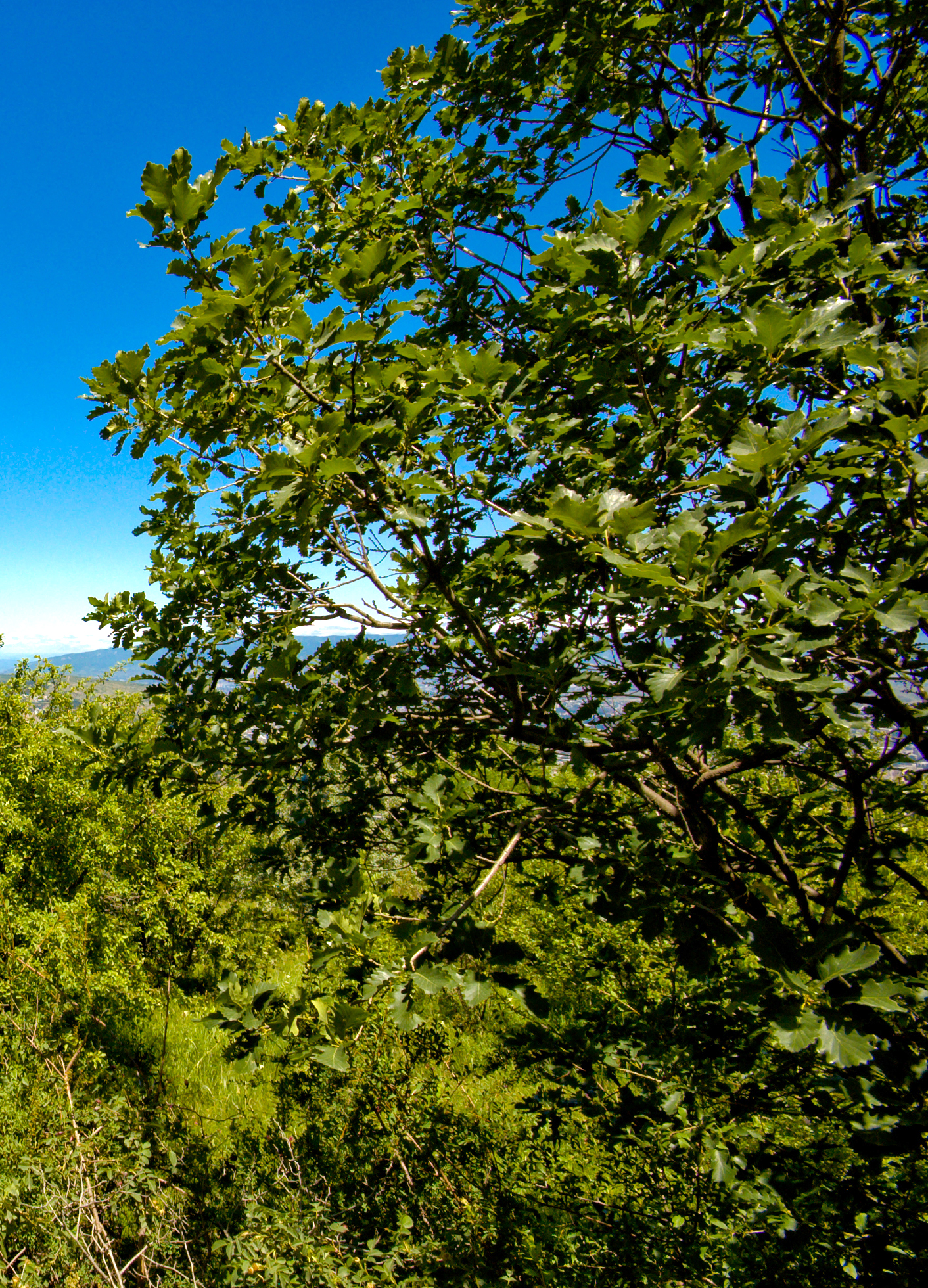
Общий вид, Тбилиси, Грузия

Дерево до 20 м высотой, но обычно ниже, с толстым коротким стволом  и крепкими ветвями, образующими шатровидную крону. Кора толстая, растрескивающаяся, почти чёрная.
Побеги с густым и длинным, косматым, жёлтовато-серым опушением, постепенно сходящим на одно-, двухгодичных ветвях.
Почки 5—6 мм длиной, тупые, овальные, с немногими, густо-серо-опушёнными чешуями. Прилистники до 1,5 см длиной, густо-мохнатые.

### Листья
Черешки 1—2 см длиной. Листья плотные, почти кожистые, 10(6—18) см длиной, 3—12 см шириной, сверху тёмно-зелёные, сначала рассеянно и коротко опушённые, потом почти голые, с опушением только по жилкам, снизу желтовато-серые от густого, иногда частично сходящего опушения, обратноовальные, у основания обычно клиновидные, реже прямосрезанные или немного выемчатые, на конце с короткой, тупой лопастью, с каждой стороны с 8—12 короткими, тупыми, цельнокрайными или крупнозубчатыми лопастями, наиболее крупными в средней части пластинки, углубления между которыми равны 1⁄5—1⁄6 ширины пластинки.

### Соцветия и плоды
Пыльниковые серёжки 10—15 см длиной, с густо опушённым стержнем; пыльники крупные, до 1,5 мм длиной.
Жёлуди длиной 2—2,5 см, сидячие или на коротких, до 2 см длиной, плодоносах. Плюска полушаровидная, до 1,5—2 см в диаметре, окружает жёлудь до ½—1⁄3 длины; чешуи её в нижней части несколько отстоящие, в средней и верхней прижатые, узколанцетные, серо-опушённые, с голым, бурым кончиком.

## Распространение  и экология
Встречается в Иране, Сирии, Турции, Ливане, на Кавказе (Северный Кавказ, Армения, Азербайджан). На Кавказе встречается в Южном и Восточном Закавказье, Дагестане и Талыше; в Иране — Гилян, Мазендаран; в Турецкой Армении — в районах, пограничных с территорией бывшего СССР. Дуб крупнопыльниковый растёт на территории Дилижанского заповедника.
Растёт в среднем и особенно в верхнем лесном поясе гор, на высоте от 800 до 2400 м над уровнем моря, образуя леса на сухих, главным образом южных склонах. Очень засухоустойчивый вид, который в засушливых районах Восточного и Южного Закавказья является единственной высокогорной деревообразующей породой.
На листьях часто образуются очень крупные, длинноволосистые, мохнатые, шаровидные галлы.
Внесён в Красную книгу Краснодарского края.

## Практическое использование
Введён в культуру с середины XIX столетия: в Западной Европе, главным образом в Германии, а также в США. В культуре имеется на Украине, в Белоруссии, Таллине, на Северном Кавказе (Пятигорск, Кисловодск), в Средней Азии (Ташкент, Самарканд), в Азербайджане, в Ростове-на-Дону.

## Классификация

### Подвиды
В пределах вида выделяются два подвида:
- Quercus macranthera subsp. macranthera — Турция, Северный Иран, Северный Кавказ, Закавказье
- Quercus macranthera subsp. syspirensis (K.Koch) Menitsky — Центральная и Северная Турция, Ливан